# Fin août à l'Hôtel Ozone
Pour plus de détails, voir Fiche technique et Distribution.
Fin août à l'Hôtel Ozone ( tchèque : Konec srpna v Hotelu Ozon) est un film de science-fiction tchécoslovaque de 1967 du réalisateur Jan Schmidt avec un scénario de Pavel Juráček.

## Synopsis
Le film suit un groupe de femmes qui vivent en nomade dans un monde post-apocalyptique après la guerre nucléaire mondiale.

## Distribution
- Ondrej Jariabek (cs) : vieil homme
- Jana Novaková (cs) : Klara
- Beta Ponicanová : Dagmar Hubertusová
- Magda Seidlerová : Barbora
- Hana Vitková : Tereza
- Vanda Kalinová : Judita
- Natalie Maslovová : Magdaléna
- Irena Lžičařová : Eva
- Jitka Hořejšías : Marta

## Production
L'actrice Dana Medřická était initialement envisagée pour le rôle de Dagmar Hubertusová. Le film a été tourné dans un village abandonné près de Mohelno.
Le film devait initialement être un film de fin d'études, mais l'école a considéré - à juste titre selon Schmidt - que ce n'était pas possible au vu des ressources à disposition. Par la suite, ils ont eu du mal à trouver des financements, le climat politique n'étant pas à imaginer une troisième guerre mondiale.

## Accueil
Fin août à l'Hôtel Ozone est sorti en 1967.
Malgré son passage remarqué aux festivals de Pesaro et de Trieste, dans lesquels il remporta des prix, le film fut mis sous clé après 1968 et demeura longtemps invisible à cause de son ton jugé trop pessimiste.
Le New York Times écrivait en 2014 : « Magnifiquement tourné et terriblement bien raconté, le film fait écho au désespoir de certains récits de l'époque sur la Seconde Guerre mondiale ».

## Voir également
- Liste des films apocalyptiques